# Caularis bartholomaei
Caularis bartholomaei är en fjärilsart som beskrevs av Jean Baptiste Boisduval 1874. Caularis bartholomaei ingår i släktet Caularis och familjen nattflyn. Inga underarter finns listade i Catalogue of Life.